# Амфіпатність
Амфіпатність (рос. амфипатность, англ. amphipathic) — характеристика пов'язана з поверхневою активністю речовин, молекули яких мають гідрофільні або гідрофобні (ліофільні) групи, що визначає їх поведінку в різних середовищах. При наявності гідрофільних груп молекули речовини є амфіпатними, а гідрофобних — амфіфільними. Це стосується випадку, коли одна з фаз є водна, а друга — неводна. Коли обидві фази є неводними (масло/повітря), молекули з органофільними й з органофобними групами можуть бути амфіпатними й поверхнево-активними.